# Meretnebty
Meretnebty là một vương hậu Ai Cập cổ đại sống vào thời kỳ Vương triều thứ 5, được đặt theo tên của Hai quý bà, một cặp nữ thần bảo vệ pharaon.

## Tiểu sử
Meretnebty là người vợ duy nhất được biết đến của pharaon Sahure, và là mẹ của pharaon kế vị Neferirkare Kakai. Không rõ cha mẹ của Meretnebty là ai. Bà được khắc họa cùng với chồng trong ngôi đền tang lễ nằm trong khu phức hợp Kim tự tháp Sahure tại Abusir. Phù điêu trên tường cho thấy, bà đang nắm tay mẹ của Sahure, Neferhetepes. Nhiều suy đoán rằng, Neferhetepes có lẽ cũng là mẹ của Meretnebty, dẫn đến việc Meretnebty là chị em ruột với Sahure.
Một số người con trai của Sahure đã được nhắc đến trên bức phù điêu. Tên của họ là Horemsaf, Netjerirenre, Khakare và Nebankhre. Không rõ những vương tử này là con trai của Meretnebty hay là con của một thứ phi khác. Một điều chắc chắn rằng, con chung của Sahure và Meretnebty là Ranefer, người sau này nối ngôi lấy tên ngai là Neferirkare Kakai. Pharaon ít được biết đến của vương triều này, Shepseskare, được đặt nghi vấn là con của Sahure và Meretnebty.
Tên của vương hậu Meretnebty chủ yếu được biết thông qua những chứng thực trên các đền đài thuộc khu phức hợp Kim tự tháp Sahure. Tuy nhiên, tên của bà đã bị mất một phần và được đọc thành Neferet-ha-Nebti hoặc Neferetnebti. Trong các cuộc khai quật sau này, tên của bà mới được biết đến đầy đủ là Meretnebty.
Các danh hiệu của Meretnebty bao gồm: Dành những lời tán dương cao quý; Bà là người nhìn thấy Horus và Seth; Vợ của Vua, được ông ta yêu quý; Bạn đồng hành của Horus.